# Louis François Henri de Menon
Pour les articles homonymes, voir Menon.
 (juillet 2016).
Louis-François-Henri de Menon, marquis de Turbilly, (1717, au château de Fontenailles à Écommoy - 25 février 1776, Paris), est un agronome français.

## Biographie
Il est le fils de Louis-Philippe de Menon, marquis de Turbilly, chevalier de l'ordre de Saint-Louis, et de Marie-Anne de Gouin de Chapiseau. Issu d'une famille distinguée d'Anjou (la famille de Menon de Turbilly), après des études chez les jésuites de La Flèche, il entre en 1733 au régiment de Normandie. 

### Parcours militaire
Pendant la guerre de Succession de Pologne, il se distingue au siège de Phillippsburgh, en 1734.
Capitaine en 1737, il est affecté au régiment de cavalerie de Roussillon en 1740. La mort de son père l'ayant laissé, en 1737, maître de terres considérables, il y entreprend dès lors de grandes améliorations et y commence des défrichements.
La guerre de 1741 le rappelle à son régiment ; « il quittait tour à tour, dit Musset-Pathay, les armes pour reprendre la charrue et la charrue pour les armes ». Pendant son absence, il confie ses affaires à un domestique. Pendant la guerre de Succession d'Autriche, il combat en Bohême, en Westphalie et est finalement intégré au régiment de Saxe. Il y reçoit la croix de Saint-Louis avant de participer aux sièges d'Anvers et de Bruxelles et à la bataille de Rocourt. Gravement blessé à la bataille de Lauffeld (1747), il doit quitter l'armée.

### Carrière agricole
Il se retire dans ses terres en sud-Mayenne, dans la partie de la province de l'Anjou, à Villiers-Charlemagne. Il est connu pour son mémoire sur les défrichements. Ayant hérité de son père en 1737 d'un domaine situé dans le Baugeois, d'environ 1000 hectares, dont la plus grande partie était inculte, il l'améliore par des défrichements et des drainages et en fait une propriété modèle. Il fait défricher les bruyères qui couvraient la plus grande partie de la commune de Villiers, tracer des chemins, peupler de troupeaux des terres jusque-là improductives. Quarante ans plus tard ce petit territoire est l'un des plus riches de la province. Ami et conseiller du ministre Bertin, il inspire la circulaire aux intendants du 22 août 1760, les invitant à créer des sociétés d'agriculture. Il est également à l'origine de l'arrêt du Conseil du 16 avril 1761, en faveur des défrichements.
Il imagine de distribuer deux prix pour le plus beau blé et le plus beau seigle, récoltés dans le canton. Ces prix consistent en une somme d'argent et en une médaille. C'est le premier encouragement de ce genre donné en France. C'est encore à Turbilly que l'on doit l'idée de l'établissement de Sociétés d'agriculture : la fondation de ces utiles sociétés est postérieure à l'écrit de Turbilly qui les propose. Une autre idée généreuse qu'il eut fut de détruire la mendicité, et il y parvint dans ses terres. 
Il développe aussi des activités nouvelles comme la culture du chanvre et l'élevage du ver à soie, ainsi qu'une petite fabrique de savon, une autre unité de production de tuiles de couverture en terre cuite. Il se lance même vers la fin de sa vie vers la pisciculture. Son dernier projet consacré à l'utilisation de la porcelaine lui vaut des soucis juridiques et financiers.
De si grandes entreprises demandaient des capitaux immenses. Ceux de Turbilly, malgré sa surveillance, étaient quelquefois dilapidés. Toutes ses opérations ne réussissaient pas dès la première année. Quelques procès achevèrent sa ruine. Cependant ses créanciers, tout en saisissant son bien, lui en laissèrent l'administration jusqu'à sa mort, arrivée à Paris, le 25 février 1776.
Il n'eut point d'enfants. La terre de Turbilly fut vendue par les créanciers. Après sa mort, en 1776, le domaine fut acheté par un noble irlandais. Ce dernier y reçut la visite de l'agronome anglais Arthur Young en 1787, qui venait d'Angleterre en Mayenne pour étudier sur place l'œuvre du marquis. L'agriculteur anglais trouva des restes plutôt que des traces des améliorations, faites pendant près de quarante ans, et il en a rendu un compte intéressant au tome 1er de ses Voyages.
Voltaire a immortalisé Turbilly par un vers de son Epître à madame Denis sur l'agriculture : 

« Turbilly dans l'Anjou t'imite et t'applaudit »

. Cependant Voltaire n'est ni nommé ni désigné dans le Mémoire sur les défrichements.

## Publications
- Mémoire sur les défrichements, Paris : chez la Veuve d'Houry, 1760, in-8°, 348 p.. La première partie contient la pratique du défrichement en général ; dans la seconde, l'auteur donne l'historique de ceux qu'il a faits, et les moyens pour engager les propriétaires et fermiers à défricher les terres incultes. Il mentionne aussi plusieurs innovations : achat de taureaux reproducteurs et de moutons flandrins, création d'un haras, introduction de cultures nouvelles comme le chanvre et le lin, et fondation d'un prix d'agriculture pour les paysans. La seconde partie du livre est plus économique : moyens pour encourager propriétaires et fermiers à défricher les terres incultes du royaume (moyens, fiscaux, sociaux, administratifs).  Cet ouvrage, où il raconte ses études et ses expériences, connut un grand succès. Le contrôleur général des finances Bertin le fit envoyer à tous les intendants de province comme renfermant les plus utiles conseils. Cette première partie fut coup sur coup et par quatre fois réimprimée et traduite en anglais, allemand et danois. Elle se vendit même dans les appartements de Versailles, avec l'"écobuë"[3] perfectionné, qu'elle recommandait !

C'est donc la première partie seulement qui a été réimprimée sous le titre de Pratique des défrichements, 2e édition, revue et corrigée, 1760, in-12, dont l'existence a été niée, mais dont l'auteur de cet article possédait un exemplaire. Une 4e édition de la Pratique, publiée en 1811, in-8°, est divisée en chapitres ; et sommaires et augmentée (sur la deuxième) de quelques articles qui se trouvent sans doute dans la troisième. Ce qui n'est que dans la quatrième, ce sont quelques notes extraites des Mémoires de la société de Berne, où l'on avait réimprimé l'ouvrage de Turbilly. C'est peut-être, au reste, la réimpression dans les Mémoires de Berne que les éditeurs de 1811 ont comptée pour troisième.
- Observations sur la sonde  & l'"ecobuë"[3], et Eclaircissemens sur les défrichemens, Paris : chez la veuve d'Houry, 1760
- Discourse on the cultivation of waste and barren lands, Londres, 1762. Première édition en anglais du Mémoire sur les défrichemens.